# Hernán Lamberti
Hernán Agustín Lamberti (Castelar, provincia de Buenos Aires, Argentina; 3 de mayo de 1984) es un futbolista argentino. Juega de volante y su equipo actual es Colegiales, de la Primera B. 

## Carrera

### Almagro
Luego de hacer inferiores en Almagro, debutó en el Tricolor el 1 de noviembre de 2003, por la fecha 11 del torneo apertura. Ingresó a los 15 minutos del segundo tiempo por Lucas Sparapani en la goleada sobre San Martín de San Juan por 3 a 0. Jugó 25 partidos en su primera temporada, y fue parte del ascenso a Primera División, logrado el 26 de junio de 2004, cuando Almagro venció a Huracán de Tres Arroyos por penales en la final por el segundo ascenso.
Jugó su primer partido en la máxima categoría del fútbol argentino el 24 de agosto, por la fecha 3 del torneo apertura, ingresando a los 36 minutos del segundo tiempo por Lucas Sparapani, en lo que fue empate 0-0 contra Vélez Sarsfield. Concluyó su etapa en Almagro jugando un total de 46 partidos, divididos en 25 encuentros jugando en la segunda categoría del fútbol argentino y 21 en Primera División.

### Guaraní
En 2005 llegaría su primera experiencia internacional, ya que firmaría con Guaraní de Paraguay. Durante sus seis meses en Paraguay, Lambertí jugó 16 partidos por el torneo local y convirtió un gol ante Cerro Porteño. Además, jugó 2 partidos internacionales: ambos contra Cerro Porteño, que terminaron con la clasificación del Azulgrana en la Copa Sudamericana a la primera fase.

### All Boys
Lamberti regresa al país en 2006 para jugar en All Boys, equipo que militaba en la Primera B. Jugó 14 encuentros y no convirtió ningún tanto durante su breve etapa en el club.

### Juventud Antoniana
Jugó la segunda parte del año 2006 en Juventud Antoniana, equipo del Torneo Argentino A. No logró convertir goles durante su primera etapa en el club salteño.

### Olmedo
Tendría su segunda experiencia en el exterior en 2007, cuando firmó por Olmedo de Ecuador. Jugó 36 partidos en el torneo local y convirtió un gol, jugando también 4 encuentros por Copa Sudamericana.

### Vuelta a Juventud Antoniana
En su vuelta al país, también regresaría a Juventud Antoniana. En su segundo paso por el club convirtió dos goles: ante Luján de Cuyo y Boca Unidos.

### Flamengo de Guarulhos
En 2009 se hace efectivo su pase a Flamengo de Guarulhos, equipo del Campeonato Paulista Serie A2. No llegó a debutar en Brasil, por lo que rescindió su contrato luego de seis meses.

### Sportivo Desamparados
A mediados de 2009, Lamberti llegó como refuerzo de Sportivo Desamparados, conjunto sanjuanino participante del Torneo Argentino A. En su vuelta, Desamparados lucha por un ascenso a la Primera B Nacional, pero finalmente no lo consigue, quedando a 6 puntos de la clasificación a la fase final.
En la temporada 2010-11, Lamberti convierte su primer gol con la camiseta del equipo cuyano el 26 de septiembre de 2010, partido que terminó 2 a 0 a favor de Desamparados, contra Alumni de Villa María. El volante bonaerense sería pieza fundamental del ascenso de Desamparados a la Primera B Nacional, convirtiendo 5 goles durante su campaña. Su gol más importante durante el campeonato fue en la vuelta de las semifinales por el segundo ascenso, en lo que fue victoria sobre Central Norte de Salta por 1-0 (2-0 en el global).
Tras siete años, Lamberti regresaba a jugar en la segunda categoría del fútbol argentino. El debut de Desamparados en la Primera B Nacional llegó el 12 de agosto de 2011, cuando venció como local a Patronato por 1 a 0. El jugador de 27 años fue titular y reemplazado a los 19 minutos del segundo tiempo por Martín Granero. Convirtió 7 tantos durante el torneo: el primero ante Defensa y Justicia, y los más importantes ante equipos campeones de Primera División como Chacarita Juniors y Huracán, o contra Instituto, equipo que contaba con Paulo Dybala en sus filas y jugó la promoción frente a San Lorenzo al finalizar el torneo. Finalmente, Desamparados descendió al Torneo Argentino A, por lo que Lamberti terminó su contrato con el club.

### Aldosivi
Lamberti se convirtió en refuerzo de Aldosivi en 2012. Debutó con el Tiburón el 12 de agosto en la victoria sobre Huracán por 3 a 1. Jugó 35 partidos y convirtió un gol frente a Almirante Brown. En la temporada 2013-14, jugó 39 encuentros y le convirtió un gol a Gimnasia y Esgrima de Jujuy y Boca Unidos. Ya en el torneo de transición 2014, Aldosivi comenzó el torneo empatando 1 a 1 con Nueva Chicago. Lamberti convertiría su único tanto en el torneo frente a Ferro Carril Oeste y, al mes siguiente, lograría el ascenso a Primera División, venciendo a Gimnasia y Esgrima de Jujuy por 1 a 0 en Córdoba.
El primer partido de Aldosivi en Primera División tras la reestructuración de 1986 fue el 13 de febrero de 2015 en la derrota 2-0 ante Vélez Sarsfield, en el cual Lamberti fue titular. Jugó todos los partidos del campeonato (treinta) y Aldosivi cumplió el objetivo de mantenerse en Primera División. En su último año con el conjunto marplatense, jugó 13 partidos de los 16 que tuvo el torneo de transición 2016.

### Central Córdoba de Santiago del Estero
Lamberti decidió sumarse a Central Córdoba de Santiago del Estero, equipo de la Primera B Nacional. Debutó en el Ferroviario el 27 de agosto de 2016, cuando el conjunto santiagueño fue derrotado por Ferro Carril Oeste por 4-3. Convirtió 4 goles en 43 partidos (dos a Villa Dálmine y uno a Ramón Santamarina y Guillermo Brown). En la última fecha, Central Córdoba perdió con All Boys y, así, regresó al Torneo Federal A.

### Platense
Tras el descenso de categoría, Lamberti se convirtió en refuerzo de Platense, participante de la Primera B. Debutó con la camiseta del Calamar el 2 de septiembre de 2017, en lo que fue victoria por 2 a 0 sobre Defensores de Belgrano. Ya en su primera temporada, consiguió el ascenso a la Primera B Nacional, siendo fundamental en el equipo, ya que disputó 33 partidos. Jugó su primer partido en la nueva categoría el 26 de agosto de 2018 en la derrota 0-1 ante Mitre de Santiago del Estero. Convirtió su primer gol con Platense al año siguiente, cuando el conjunto de Vicente López goleó a Arsenal por 3 a 0.
Tras la suspensión del campeonato 2019-20 por el COVID-19, la Asociación del Fútbol Argentino decidió reformular los campeonatos en torneos de transición, con la posibilidad de que todos los equipos puedan ascender, sin importar la posición en la que se hayan encontrado en el momento de la suspensión. El torneo comenzó bien para Platense, que venció como visitante a Atlanta por 2 a 0. Su buen arranque en el torneo lo consagró en Rosario, cuando Platense le ganó por penales a Estudiantes de Río Cuarto y ascendió a Primera División. Lamberti jugó los 10 partidos que tuvo Platense para llegar a conseguir el ascenso.
La vuelta a Primera División sería con una victoria sobre Argentinos Juniors por 0-1. Convirtió 3 goles en Primera División: frente a Sarmiento de Junín, Racing Club y Atlético Tucumán.

### Quilmes
Tras 5 años en Platense, rescindió su contrato con el club y firmó con Quilmes, de la Primera Nacional.

### Almirante Brown
Luego de permanecer menos de un año en el Cervecero, firmó contrato por un año con Almirante Brown, de la Primera Nacional, siendo así el jugador más longevo del equipo. 

## Estadísticas

### Clubes
| Almagro Argentina | 2.ª                 | 2003-04             | 25  | 0  | -  | - | - | - | 25  | 0  | 0    |
| Almagro Argentina | 1.ª                 | 2004-05             | 21  | 0  | -  | - | - | - | 21  | 0  | 0    |
| Almagro Argentina | Total club          | Total club          | 46  | 0  | -  | - | - | - | 46  | 0  | 0    |
| Guaraní Paraguay | 1.ª                 | 2005                | 16  | 1  | -  | - | 2 | 0 | 18  | 1  | 0.06 |
| Guaraní Paraguay | Total club          | Total club          | 16  | 1  | -  | - | 2 | 0 | 18  | 1  | 0.06 |
| All Boys Argentina | 3.ª                 | 2005-06             | 14  | 0  | -  | - | - | - | 14  | 0  | 0    |
| All Boys Argentina | Total club          | Total club          | 14  | 0  | -  | - | - | - | 14  | 0  | 0    |
| Juventud Antoniana Argentina | 3.ª                 | 2006-07             | 27  | 0  | -  | - | - | - | 27  | 0  | 0    |
| Juventud Antoniana Argentina | 3.ª                 | 2007-08             | 27  | 2  | -  | - | - | - | 27  | 2  | ?    |
| Juventud Antoniana Argentina | 3.ª                 | 2008-09             | 27  | 0  | -  | - | - | - | 27  | 0  | 0    |
| Juventud Antoniana Argentina | Total club          | Total club          | 27  | 2  | -  | - | - | - | 27  | 2  | 0.07 |
| Olmedo · Ecuador | 1.ª                 | 2007                | 36  | 1  | -  | - | 4 | 0 | 40  | 1  | 0.03 |
| Olmedo · Ecuador | Total club          | Total club          | 36  | 1  | -  | - | 4 | 0 | 40  | 1  | 0.03 |
| Flamengo de Guarulhos · Brasil | Est.                | 2009                | 0   | 0  | -  | - | - | - | 0   | 0  | 0    |
| Flamengo de Guarulhos · Brasil | Total club          | Total club          | 0   | 0  | -  | - | - | - | 0   | 0  | 0    |
| Desamparados Argentina | 3.ª                 | 2009-10             | 72  | 0  | -  | - | - | - | 72  | 0  | 0    |
| Desamparados Argentina | 3.ª                 | 2010-11             | 72  | 5  | -  | - | - | - | 72  | 5  | ?    |
| Desamparados Argentina | 2.ª                 | 2011-12             | 37  | 7  | 1  | 0 | - | - | 38  | 7  | 0.18 |
| Desamparados Argentina | Total club          | Total club          | 109 | 12 | 1  | 0 | - | - | 110 | 12 | 0.11 |
| Aldosivi Argentina | 2.ª                 | 2012-13             | 35  | 1  | 1  | 0 | - | - | 36  | 1  | 0.03 |
| Aldosivi Argentina | 2.ª                 | 2013-14             | 39  | 2  | 0  | 0 | - | - | 39  | 2  | 0.05 |
| Aldosivi Argentina | 2.ª                 | 2014                | 16  | 1  | -  | - | - | - | 16  | 1  | 0.06 |
| Aldosivi Argentina | 1.ª                 | 2015                | 30  | 0  | 0  | 0 | - | - | 30  | 0  | 0    |
| Aldosivi Argentina | 1.ª                 | 2016                | 13  | 0  | 1  | 0 | - | - | 14  | 0  | 0    |
| Aldosivi Argentina | Total club          | Total club          | 133 | 4  | 2  | 0 | - | - | 135 | 4  | 0.03 |
| Central Córdoba (SdE) Argentina | 2.ª                 | 2016-17             | 43  | 4  | 0  | 0 | - | - | 43  | 4  | 0.09 |
| Central Córdoba (SdE) Argentina | Total club          | Total club          | 43  | 4  | 0  | 0 | - | - | 43  | 4  | 0.09 |
| Platense Argentina | 3.ª                 | 2017-18             | 33  | 0  | 1  | 0 | - | - | 34  | 0  | 0    |
| Platense Argentina | 2.ª                 | 2018-19             | 22  | 1  | 3  | 0 | - | - | 25  | 1  | 0.04 |
| Platense Argentina | 2.ª                 | 2019-20             | 20  | 0  | 1  | 0 | - | - | 21  | 0  | 0    |
| Platense Argentina | 2.ª                 | 2020                | 10  | 0  | -  | - | - | - | 10  | 0  | 0    |
| Platense Argentina | 1.ª                 | 2021                | 24  | 2  | 8  | 1 | - | - | 32  | 3  | 0.09 |
| Platense Argentina | 1.ª                 | 2022                | 0   | 0  | 13 | 0 | - | - | 13  | 0  | 0    |
| Platense Argentina | Total club          | Total club          | 109 | 3  | 26 | 1 | - | - | 135 | 4  | 0.03 |
| Quilmes Argentina | 2.ª                 | 2022                | 13  | 0  | 2  | 0 | - | - | 15  | 0  | 0    |
| Quilmes Argentina | Total club          | Total club          | 13  | 0  | 2  | 0 | - | - | 15  | 0  | 0    |
| Almirante Brown Argentina | 2.ª                 | 2023                | 13  | 0  | -  | - | - | - | 13  | 0  | 0    |
| Almirante Brown Argentina | Total club          | Total club          | 13  | 0  | -  | - | - | - | 13  | 0  | 0    |
| Colegiales Argentina | 3.ª                 | 2023                | 16  | 0  | -  | - | - | - | 16  | 0  | 0    |
| Colegiales Argentina | 3.ª                 | 2024                | 21  | 0  | -  | - | - | - | 21  | 0  | 0    |
| Colegiales Argentina | Total club          | Total club          | 37  | 0  | -  | - | - | - | 37  | 0  | 0    |
| Total en su carrera | Total en su carrera | Total en su carrera | 596 | 27 | 31 | 1 | 6 | 0 | 633 | 28 | 0.04 |
| (1) Las copas nacionales se refiere a la Copa Argentina y a la Copa de la Liga Profesional. (2) Las copas internacionales se refiere a la Copa Libertadores y a la Copa Sudamericana. (3) Media de goles por encuentro. No incluye goles en partidos amistosos. |                     |                     |     |    |    |   |   |   |     |    |      |

## Palmarés

### Torneos locales
| Título    | Club                   | País      | Año     |
| --------- | ---------------------- | --------- | ------- |
| Primera B | Club Atlético Platense | Argentina | 2017-18 |

### Otros logros
| Logro                        | Club                       | País      | Año     |
| ---------------------------- | -------------------------- | --------- | ------- |
| Ascenso a Primera División   | Club Almagro               | Argentina | 2003-04 |
| Ascenso a Primera B Nacional | Club Sportivo Desamparados | Argentina | 2010-11 |
| Ascenso a Primera División   | Club Atlético Aldosivi     | Argentina | 2014    |
| Ascenso a Primera División   | Club Atlético Platense     | Argentina | 2020    |